# Stanley Michael Gartler

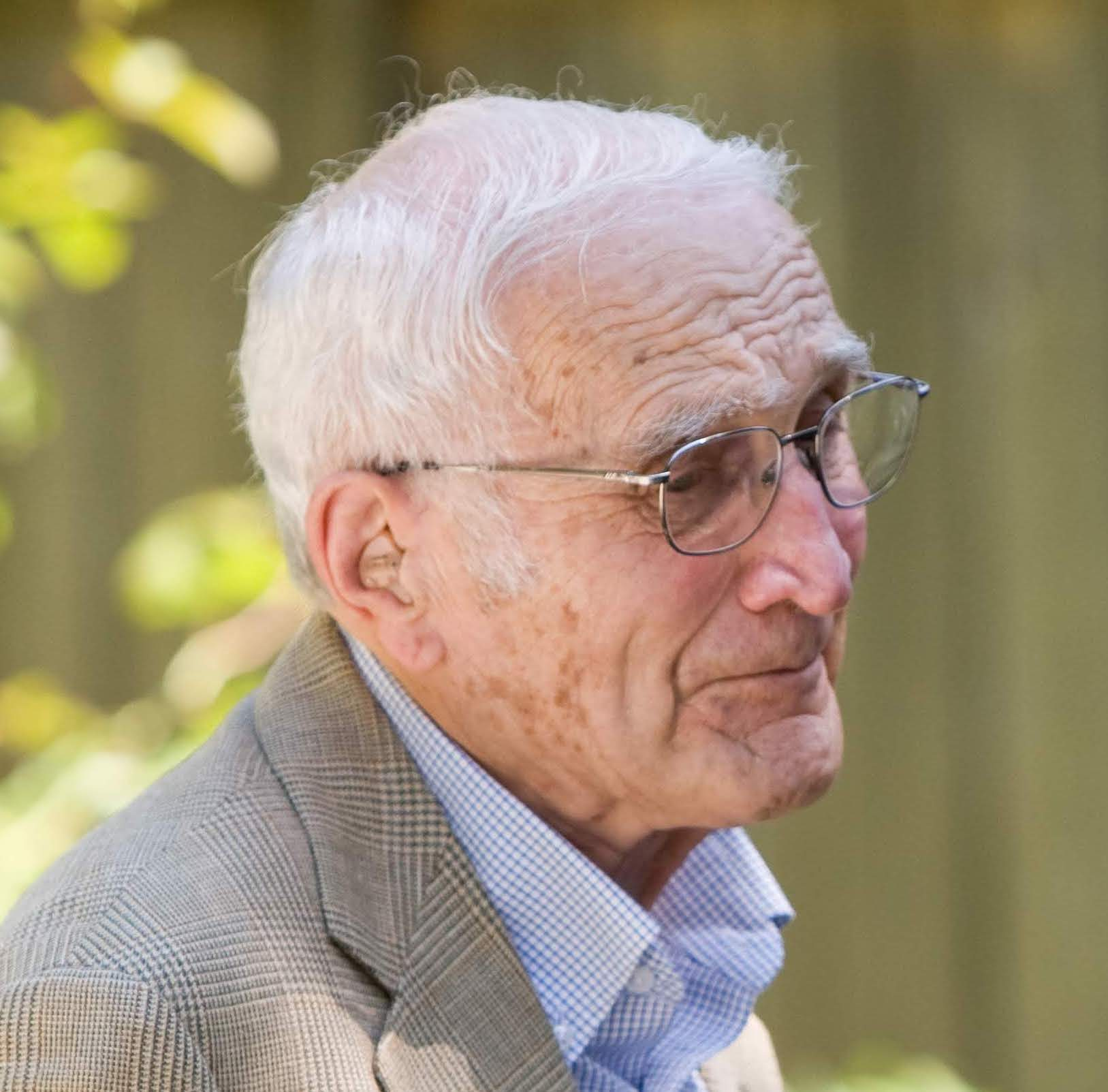
Stanley Michael Gartler, 2009

Stanley Michael Gartler (* 9. Juni 1923 in Los Angeles, Kalifornien) ist ein amerikanischer Zellbiologe, Molekularbiologe und Humangenetiker. Er war der erste Forscher, der die Eigenschaft menschlicher Tumorzellen eindeutig nachwies, sich selbst zu klonen. Er zeigte zudem, dass HeLa-Zellen viele Zelllinien verunreinigt hatten, die man zuvor für eigenständig hielt. Stanley Gartler ist zurzeit Professor Emeritus für Medizin und Genetik an der University of Washington.

## Biographie
Gartler wurde 1923 in Los Angeles, Kalifornien, als Sohn rumänischer Einwanderer geboren. Er besuchte eine öffentliche Schule in Los Angeles und besuchte zwei Jahre lang die dortige Universität (UCLA), bevor er sich im Zweiten Weltkrieg zu den Luftstreitkräften meldete. Er war dort Funker und Bordschütze und beteiligte sich an Kampfmissionen der 9th Air Force. Nach dem Krieg schloss er sein Grundstudium an der UCLA ab und begann ein Doktorstudium in Genetik an der UC Berkeley. Er beabsichtigte ursprünglich, seine genetischen Kenntnisse in der Landwirtschaft einzusetzen, doch kurz bevor er die Doktorarbeit schrieb, entschloss er sich zu einem anderen Karriereweg und wandte sich dem Feld der Humangenetik zu. 1952 erhielt er ein Postdoktorandenstipendium und studierte fünf Jahre lang an der Columbia University die Genetik des menschlichen Erbguts. 1957 wurde er von Arno G. Motulsky an seinen neu eingerichteten Lehrstuhl für medizinische Genetik an der medizinischen Fakultät der University of Washington von Seattle berufen. Er wurde dort 1959 eines der Gründungsmitglieder und ist seit 1993 Professor emeritus.

## Berufliches Wirken
1965 konnten Stanley Gartler und David Linder die Klonbarkeit von Tumoren bei weiblichen Menschen nachweisen, anhand eines Ereignisses (der Inaktivierung von X-Chromosomen), das in einem frühen Stadium der Entwicklung weiblicher Säugetiere auftritt. Die Inaktivierung von X-Chromosomen schaltet in jeder Zelle des Embryos auf zufällige Weise einen Großteil aller Gene auf einem der zwei X-Chromosome aus. Das weibliche Individuum wird dadurch zu einem Mosaik für jedes Gen, das mit diesem Chromosom in Verbindung steht und für das es heterozygot ist, und normale Gewebe sind somit aus einer nahezu gleichmäßig verteilten Mischung von Zellen zusammengesetzt, welche die zwei verschiedenen Phänotypen exprimieren. Wenn jedoch ein Tumor von einer einzelnen Zelle seinen Ausgang nimmt, so ist zu erwarten, dass sämtliche Zellen des Tumors dasselbe Allel des X-Chromosoms exprimieren. Durch eine genaue Untersuchung der Expression verschiedener Isoenzyme des geschlechtsspezifischen Glucose-6-Phosphat-Dehydrogenase(G6PD)-Locus von heterozygoten Frauen wiesen Gartler und Lindner nach, dass Leiomyom-Tumorzellen, selbst wenn das Tumorgewebe aus vielen Milliarden Zellen bestand, immer nur eine bestimmte Ausprägung des Markers exprimierten, wohingegen selbst sehr kleine Proben von normalen Geweben Zellen beinhalteten, die beide Ausprägungen exprimierten. Diese Beobachtung war konsistent mit dem Wachstum einer einzigen Ursprungszelle zu einem Tumor. Der klonale Ursprung von Tumoren ist seitdem wiederholt bestätigt worden, erstmals durch die Forschungsarbeiten von Gartlers jüngerem Kollegen Philip J. Fialkow.
Im Jahr 1967 setzt sich Gartler zum Ziel, mittels Kulturen von Körperzellen systematisch die Genetik des Menschen weiter zu erforschen. Dafür sammelte er anfangs achtzehn (wie er annahm) unabhängig voneinander angelegte humane Zelllinien, darunter HeLa. Für die Untersuchung der Isoenzyme klassifizierte er sie anhand verschiedener genetischer Polymorphismen, darunter die mit dem X-Chromosom in Verbindung stehende Variante von G6PD. Die Zelllinien erwiesen sich als genetisch identisch, und außerdem trugen alle davon das G6PD-Allel, das beinahe ausschließlich bei Menschen afrikanischer Abstammung anzutreffen ist. HeLa, die erste erfolgreich als Kultur angelegte menschliche Zelllinie, stammte von einer Frau afrikanischer Abstammung namens Henrietta Lacks. Somit legte dieses Ergebnis nahe, dass die Zelllinien in Wahrheit nicht unabhängig voneinander waren, sondern mit HeLa-Zellen kontaminiert worden waren.
Zu jener Zeit war noch nicht bekannt, dass Versuche, menschliche Zellkulturen anzulegen, in aller Regel Zelllinien mit begrenzter Lebensdauer zum Ergebnis haben. George Otto Gey, der Schöpfer der HeLa-Zelllinie, hatte seine Zellen auf Anfrage jedem zugeschickt, und so kam es zu diesem Problem, weil viele Forscher die unsterblichen HeLa-Zellen und die sterblichen sonstigen menschlichen Zelllinien im selben Labor heranwachsen ließen. Da der Gebrauch von genetischen Markern zur Charakterisierung und Unterscheidung von Zelllinien zu jener Zeit praktisch noch nicht existent war, blieb die Kontamination mit HeLa-Zellen unbemerkt. Trotz der erdrückenden Beweislage stieß die Idee, dass Laborfehler zu zellkulturübergreifender Kontamination geführt haben könnten, anfangs nicht auf allgemeine Akzeptanz. Ein alternativer Erklärungsversuch war, dass beim Anlegen von Kulturen sich ihr G6PD-Phänotyp veränderte. Gartlers Erstveröffentlichung in der Nature widerlegte diese Hypothese schon mit großer Ausführlichkeit, indem über 100 Tumore dahingehend untersucht wurden, ob es da eine phänotypische Veränderung entweder bei G6PD oder bei PGM gab, und auch weitere experimentelle Ansätze ausprobiert wurden, um die Idee zu überprüfen. Gartler kam zu dem Schluss, dass „sämtliche Evidenz auf die Stabilität der G6PD- und PGM-Phänotype sowohl in vivo als auch in vitro hindeutet“. Noch einmal zusätzlich wurde diese Möglichkeit widerlegt, als Nellie Auersperg und Gartler eine tatsächlich unabhängig angelegte menschliche Zelllinie fanden, welche einzigartige genetische Marker aufwies. Kontamination zwischen Zellkulturen ist mittlerweile ein anerkanntes Risiko, und es sind zahlreiche genetische Marker verfügbar, um humane Zellkulturen akkurat zu charakterisieren. Nichtsdestotrotz ist das Problem solcher Kontaminationen noch nicht aus der Welt. Walter Nelson-Rees nahm sich dieses Themas zehn Jahre nach dem ursprünglichen Gartler-Report wieder an und hat seitdem über einen Zeitraum von fast 25 Jahren Beiträge darüber veröffentlicht.

## Ehrungen
- U.S. Public Health Service Career Development Award
- U.S. Public Health Service Career Award
- NIH-Ehrenmitglied
- Mitglied der American Association for the Advancement of Science
- Präsident der American Society of Human Genetics
- Ehrenmitglied am American College of Medical Genetics
- Mitglied der National Academy of Sciences